# Personaggi di The Cleveland Show
Questa voce contiene un elenco dei personaggi presenti nella serie animata The Cleveland Show.

## Famiglia Brown/Tubbs

### Cleveland Brown
Cleveland Brown: ex personaggio secondario della serie animata I Griffin, decide, all'inizio della serie, di cambiare città, dove si sposa con Donna Tubbs, sua ex compagna del liceo, e trova lavoro come installatore.

### Donna Tubbs
Donna Tubbs: Donna, il cui nome completo è Dawna Lou Retton Tubbs-Brown, e Cleveland si conoscono sin dai tempi del liceo. Cleveland l'amava già da allora ma Donna, in seguito, sposò Robert e così non si rividero più, fino a quando Cleveland torna a Stoolbend, tra loro rinasce l'amore e così decidono di sposarsi. Ha due figli, avuti dalla precedente relazione con Robert Tubbs: Roberta e Rallo. È una fumatrice e bevitrice accanita, e lavora come segretaria al liceo di Stoolbend. A seguito della cancellazione del Cleveland Show si trasferisce con la famiglia a Quahog e diventa un personaggio della serie I Griffin. Nella versione originale è doppiata da Sanaa Lathan, mentre in italiano da Antonella Alessandro.

### Cleveland Brown Jr.
Cleveland Brown Jr.: Junior è il figlio di Cleveland e Loretta Brown, anche lui già comparso nella serie I Griffin. Cleveland Jr. risulta essere molto diverso tra le due serie di cui fa parte: ne I Griffin, infatti, è un bambino iperattivo e scalmanato, al contrario del padre che è noto per la sua calma. Dimostra grande talento in ogni attività che intraprende, ma a causa della sua iperattività non coltiva le passioni e le abbandona dopo poco tempo. Nella serie originale è inoltre magro. Ritorna nella serie The Cleveland Show, dove si scopre che ha scelto di vivere con il padre, trasferendosi con lui dal Rhode Island in Virginia; in questa nuova serie però il personaggio non è rappresentato come nella serie madre, ma diventa un quattordicenne obeso con gli occhiali e con problemi di autostima. Anche il carattere del personaggio è molto diverso rispetto a quello mostrato ne I Griffin: in The Cleveland Show Junior è infatti un ragazzo dolce e tranquillo, molto attaccato al padre; spesso si dimostra ingenuo, ma altrettante volte ha invece delle uscite geniali, tant'è che anche Cleveland cerca spesso di capire e stabilire se il figlio sia effettivamente intelligente o meno. Esperto di fumetti e fantascienza, ricalca lo stereotipo del nerd. Junior è inaspettatamente molto forte, tanto da poter picchiare suo padre senza la minima fatica, e quando si fa prendere dalla collera nessuno osa contraddirlo. È anche molto ricco, avendo ereditato tutti gli averi della defunta madre biologica. Nel tredicesimo episodio della quarta stagione, Un roditore, rivela a Rallo che in realtà egli non è il vero Cleveland Jr. ma un agente della CIA che ha assassinato e sostituito il Cleveland Jr. comparso nella serie madre, spiegando le differenze che ci sono tra le due serie; in un episodio precedente invece, Sfida in famiglia, aveva affermato di aver avuto dei problemi di peso, ed essere ingrassato molto rispetto a quando viveva nel Rhode Island. È doppiato in originale da Mike Henry nella stagione 2 de I Griffin e da Kevin Michael Richardson in The Cleveland Show e dalla stagione 8 de I Griffin, mentre in italiano è doppiato da Davide Perino.

### Roberta Tubbs
Roberta Tubbs: Roberta, il cui nome completo è Roberta Coretta Tubbs, è la figlia quindicenne di Donna e Robert Tubbs e figliastra di Cleveland Brown. Come suo fratello Rallo, all'inizio non sembra essere molto felice di avere un patrigno, infatti presenta un atteggiamento abbastanza distaccato da Cleveland, ma quando questo la accompagna al ballo padre-figlia della scuola, cosa che suo padre naturale non aveva mai fatto, comincia a provare simpatia per lui. All'inizio Roberta odia anche il suo nuovo fratellastro Junior, ma poi le crescerà un forte senso di simpatia anche per lui quando, durante una gita a Washington, la salva da alcuni malintenzionati. Sa di essere una ragazza molto carina, e per questo se ne vanta, anche se comunque è anche molto intelligente, infatti prende sempre ottimi voti a scuola ed odia il pensiero che qualcuno la possa ritenere una sgualdrina o comunque la classica bellona senza cervello. Roberta, al contrario del fratello minore Rallo, ha un pessimo rapporto con il padre naturale Robert, che con lei si è sempre dimostrato assente e negligente. Roberta ha un fidanzato bianco di nome Federline Jones, un aspirante rapper, il quale è però poco gradito a tutta la sua famiglia. A seguito della cancellazione del Cleveland Show si trasferisce a Quahog con la sua famiglia. Compare molto di rado ne I Griffin e finora non ha mai avuto una parte parlata nello show. È stata doppiata in originale da Nia Long nei primi 13 episodi della prima stagione e da Reagan Gomez-Preston a partire dall'episodio 14, mentre in italiano è stata doppiata da Federica De Bortoli.

### Rallo Tubbs
Montclair "Rallo" Tubbs: è il figlio di Donna e Robert Tubbs, e figliastro di Cleveland. Rallo sembra essere decisamente più intelligente e sveglio di un normale bambino della sua età. Cinico, vivace e sarcastico, e manifesta in più occasioni una forte attrazione per le donne indipendentemente dall'età. Non sembra essere molto felice del fatto di avere un patrigno, infatti non perde occasione per insultare sia Cleveland che Junior. All'inizio della serie ha spesso ricattato e maltrattato Cleveland, ma quest'ultimo, durante la seconda stagione, si è fatto rispettare dopo aver tentato di affogarlo. Anche il suo rapporto con Junior migliora, spesso sfrutta l'ingenuità del fratellastro per i propri scopi. È doppiato in originale da Mike Henry, mentre in italiano da Gabriele Patriarca.

### Parenti dei Brown
- Loretta Brown: ex-moglie di Cleveland e madre naturale di Cleveland Brown Jr. , ha tradito Cleveland con Quagmire. Nel corso della serie è deceduta e ha lasciato nel suo testamento tutto al figlio Cleveland Jr., ma quest'ultimo, per tenersi l'eredità, non può prestare denaro a suo padre né rivelargli a quanto ammonti il patrimonio da lui ereditato.
- Evelyn Brown, soprannominata "Cookie": madre di Cleveland, sposata con LeVar. È molto critica nei confronti di Donna ed è iperprotettiva nei confronti di suo figlio.
- LeVar Brown, soprannominato "Treno merci": padre di Cleveland, sposato con Cookie, con cui ha divorziato due volte e l'ha abbandonato da piccolo. Rozzo e maschilista, ha poca considerazione nei confronti del figlio, che offende spesso e lo picchia, anche se dimostra che nel profondo vuole bene a Cleveland. In italiano è doppiato da Marco Fumarola.
- Broderick Brown: il fratello minore di Cleveland. Appare poco nella serie.

### Parenti dei Tubbs
- Robert Tubbs: ex-marito di Donna. Irresponsabile e donnaiolo incallito, è solito frequentare gli Strip Club e trascura i suoi figli Rallo e Roberta. È un genitore molto negligente, tanto da non ricordarsi con esattezza neanche i nomi né l'età dei suoi figli. Era apprezzato da Donna più che altro per via delle sue prestazioni sessuali. Quando Robert e Donna divorziarono, questa raccontò a Rallo che Robert era un agente dell'FBI molto impegnato col lavoro, per spiegargli la sua misteriosa scomparsa. È doppiato in originale da Corey Holcomb, mentre in italiano da Paolo Marchese[2].
- Janet Tubbs: sorellastra di Donna. Non è mai stata simpatica a Cleveland ed ha avuto una breve relazione con Holt. È divorziata e ha due figli.
- Dee Dee Tubbs. Madre di Donna, l'ha abbandonata da piccola per darla in cura a suo fratello Kevin in quanto spaventata dalla maternità a 18 anni. Si ricongiungerà con Donna arrivando a sposare Robert ed adottare un bambino cinese.
- Zia Momma: Zia di Donna il cui vero nome è Kevin Tubbs, è il fratello di Dedee, ed ha cresciuto Donna in quanto Deede l'ha lasciata in fasce da lui, 5 anni dopo Kevin ha deciso di travestirsi da donna ed farsi chiamare "Momma", perché Donna aveva bisogno di una figura materna che invece non aveva. Solo Cleveland, LeVar e Rallo conoscono il suo segreto.

### Animali
- Meadowlark Lemon: cane di famiglia, investito accidentalmente da Cleveland e mangiato dai Krinklesac.
- Joan Parakeet: parrocchetto regalato da Robert a Donna nel primo episodio, per poi andarsene con Robert.
- Kareem Abdul-Jabbark: cane col quale Cleveland sostituisce Meadowlark Lemon, tentando di accattivarsi l'affetto di Rallo.

## Vicini di casa

### Famiglia degli Orsi
- Tim l'Orso: Tim, il cui nome completo è Timothy[8], è un vicino di casa della famiglia Brown. È un orso dal marcato accento russo, vive con la moglie ed il figlio, coetaneo di Cleveland Junior. È un devoto cristiano cattolico, ama molto la sua famiglia ed è solito fumare all'insaputa della moglie. Tim lavora come impiegato alla Waterman Cable, una compagnia di telemarketing. Grande amico di Cleveland, Lester ed Holt, i 4 diventano compagni di bevute nel locale Lo Sgabello Rotto e colleghi di lavoro[9]. È doppiato in originale da Seth MacFarlane nelle prime due stagioni e da Jess Harnell nella terza e quarta stagione, mentre in italiano è doppiato da Roberto Stocchi[2].
- Arianna l'Orso: moglie di Tim e madre di Raymond. Anch'essa pare provenire dalla Russia. Ama Grey's Anatomy e colleziona coriandoli. Doppiata in italiano da Francesca Draghetti[2].
- Raymond l'Orso: figlio di Tim e Arianna, è un compagno di scuola di Cleveland Brown Junior e di Roberta dei quali è molto amico. Comparso in pochi episodi, si droga di continuo ma i genitori ignorano ciò. Doppiato in inglese da Nat Faxon.

### Famiglia Krinklesac

Lester Krinklesac

- Lester Krinklesac: vicino e amico di Cleveland. È un trasandato bifolco che vive con l'obesa moglie e con il figlio. È razzista (Nonostante non sappia cosa sia il KKK, dicendo che siano le iniziali di sua moglie). A volte litiga con Cleveland, sia per via della sua carnagione, sia per il fatto che non sopporta che sia lui il "leader" del gruppo. Davanti alla sua casa e sul lunotto posteriore del suo pick-up ha appeso la bandiera confederata, non per il suo significato (che non conosce), ma perché è "la bandiera di The Dukes of Hazzard", serie della quale è appassionato. È doppiato in originale da Kevin Michael Richardson, mentre in italiano da Gerolamo Alchieri[2].
- Kendra Krystal Krinklesac: Kendra è la moglie di Lester, è obesa (anche se da giovane era molto magra), e, per questo difetto, si muove con un ciclomotore elettrico (anche se in alcuni episodi la si vede camminare senza problemi). Ama moltissimo mangiare (soprattutto i dolci), è molto protettiva nei confronti del marito e picchia qualunque persona che lo maltratta. Negli anni '60 era una attrice molto celebre e ha fatto un film con Federico Fellini. È diventata obesa poiché secondo lei i ciccioni non invecchiano. Non ha un caratteraccio, tratta bene il figlio e i suoi amici. In originale è doppiata da Aseem Batra, mentre in italiano è doppiata da Ilaria Giorgino.
- Ernie Krinklesac: figlio di Lester e Kendra, coetaneo e compagno di scuola di Cleveland Brown Junior, nonché il suo migliore amico. Doppiato in originale da Glenn Howerton e in italiano da Manuel Meli.

### Famiglia Rickter
- Holt Ann Rickter: Holt è uno dei vicini di casa ed amico di Cleveland. È un uomo di statura particolarmente bassa, sui cui comportamenti incide molto l'incessante presenza della madre, con la quale vive ancora. Tale oppressione scatena in lui numerosi complessi, tanto che egli stesso ritiene di avere una relazione con Kimmi, la sua bambola gonfiabile. È spesso preso in giro per la sua ridotta statura e per le battute eccentriche. Ha tentato una relazione con Jane, collega di lavoro di Cleveland, Terry e Tim, non sapendo che sotto la sua apparente dolcezza si nasconde una donna severa e spesso violenta.[10] Possiede una Chrysler Crossfire rossa che affettuosamente chiama "Apollonia". Nella terza stagione si scopre che fa il personal trainer. È doppiato in originale da Jason Sudeikis, mentre in italiano da Alberto Angrisano[2].
- Sig.ra Rickter: madre di Holt, iperprotettiva nei confronti del figlio. Non compare mai nella serie, ma viene spesso nominata.
- Generale Rickter: padre di Holt, i due non vanno molto d'accordo. È un militare in pensione.

## Personaggi ricorrenti

### Scuola superiore di Stoolbend
- Wally Farquhare: preside della scuola superiore di Stoolbend, alla quale sono iscritti sia Roberta che Junior. Da adolescente ha frequentato la scuola stessa assieme a Cleveland e Terry, i quali erano soliti deriderlo e umiliarlo.
- Mr. Williams: uno degli insegnanti della scuola.
- Mr. Armstrong: l'insegnante di Roberta, a cui è solito fare favoreggiamenti per via del suo bell'aspetto.
- Federline Jones: fidanzato bianco di Roberta. Ha una passione per il rap, ma Donna lo considera un buono a nulla e non sta molto simpatico nemmeno a Cleveland. Il suo vero nome è Gabriel Friedman, è di religione ebraica e viene da una famiglia benestante .
- Kenny West: studente della scuola superiore di Stoolbend e rapper famoso. È doppiato in originale dal famoso rapper Kanye West.
- Chanel: ragazza di cui Junior è stato innamorato. Assieme a Kenny West, è la madre di Candice.
- Oliver Wilkerson: è lo studente più popolare della scuola e Capitano della squadra di Football, affetto da sordità.

### Scuola dell'infanzia
- Sig.ra Hadassah Lowenstein: la maestra di Rallo ebrea con l'abitudine di considerare i bambini della scuola come suoi.
- Bernard e Theodore: i migliori amici di Rallo, nonché suoi compagni di classe
- Candice West: figlia di Chanel e Kenny West, è stata per breve tempo la fidanzatina di Rallo.
- Julius: compagno di classe di Rallo, ha posseduto la tartaruga Turt Russel prima di lui.

### Waterman Cable
- Lloyd Waterman: direttore della Waterman Cable, l'azienda dove lavora Cleveland. È omosessuale, pur essendo sposato, e innamorato di Terry Kimple. Assassinerà sua moglie.
- Terry Kimple: ex compagno di Cleveland alla scuola superiore ed ora suo collega, ritrovato nell'episodio Nascita di un venditore della prima stagione. Rubacuori, simpatico e disponibile, Terry è il miglior amico di Cleveland. Terry è un uomo biondo, muscoloso e con un grande sex appeal, in grado di attrarre qualsiasi donna e persino Lloyd Waterman, il suo datore di lavoro. Nella seconda stagione rivela di essere omosessuale e si sposa con il suo compagno Paul[11]. È doppiato in originale da Jason Sudeikis, mentre in italiano da Roberto Draghetti[2]
- Chad: ex-impiegato della Waterman Cable, ha sparato a Tim con un fucile da caccia, dopo che questi lo ha licenziato.

### Lo Sgabello Rotto
- Gus: Proprietario e barista del locale "Lo Sgabello Rotto", dove Cleveland e i suoi amici passano le loro serate. Ha l'abitudine di utilizzare cadaveri umani per fare i suoi sandwich. In originale è doppiato dal regista David Lynch, a cui è ispirato fisicamente. In un episodio, Fuga da Goochland, svela di avere 117 anni.

### Altri Personaggi
- Murray: Anziano di religione ebraica che vive nella casa di riposo di Stoolbend. Diventa molto amico di Rallo, a cui insegna le festività ebraiche. Doppiato in originale dal regista Carl Reiner.
- Charles McFall: Vecchio allenatore di baseball di Cleveland ai tempi del liceo. Gli manca parte della guancia per via di un cancro orale causato dall'abuso di chewing-gum al tabacco. Ha avuto una relazione con l'attrice Tyne Daly.
- Paul: marito omosessuale di Terry Kimple.